# Sülibirne
Die Sülibirne ist eine Birnen-Sorte, die im Südschwarzwald, im Bodenseeraum und am Hochrhein vorkommt. Der Name bedeutet im alemannischen „Schweinchenbirne“, vermutlich stammt die Sorte aus der Schweiz. Die Sorte wird auch als Säulibirne, kleine Saubirne, Silibirne oder Thurgauer Mostbirne bezeichnet. Sie eignet sich sehr gut für die Herstellung von Birnenmost und Obstbränden. Die Bäume können sehr groß werden und ein hohes Alter erreichen. Der Landesverband für Obstbau, Garten und Landschaft, Baden-Württemberg e.V. erklärte die Sülibirne zur Streuobstsorte des Jahres 2002.

## Beschreibung
Die Bäume wachsen in jungen Jahren nur langsam, sie können aber sehr groß werden und eine imposante Krone ausbilden. Ein Baum dieser Sorte erreichte ein Alter von 230 Jahren. Sülibirnen stellen keine besonderen Ansprüche an den Standort.
Die Sülibirne blüht früh, ihre Früchte reifen spät, etwa ab Ende Oktober. Sie liefert regelmäßig hohe Erträge.
Die kleinen, kegelförmigen Früchte sind anfangs grüngelb, mit zunehmendem Reifegrad dunkelgelb und rostfleckig. Das saftige, grobkörnige Fruchtfleisch ist reich an Zucker und Säuren und sehr herb.